# Puy de Dôme
De Puy de Dôme is een grote lavakoepel en een van de jongste vulkanen in het Centraal Massief in Auvergne, het centraal-zuidelijke deel van Frankrijk, met een hoogte van 1464 meter. De vulkaan behoort tot de Chaîne des Puys. De Romeinen bouwden hierop een tempel gewijd aan Mercurius. De plek kreeg het keurmerk Grand Site de France.

## Ligging
De vulkaan ligt zo'n 10 km van Clermont-Ferrand. Het departement Puy-de-Dôme (met koppeltekens) is naar de vulkaan vernoemd.

## Vulkanische activiteit
De laatste uitbarsting van de Puy de Dôme vond plaats rond 5760 v.Chr., waarmee de vulkaan als uitgedoofd wordt beschouwd. Aangezien het gebied waarin Puy de Dôme ligt geologisch gezien kort (150.000 jaar) geleden actief is geweest, kan een toekomstige eruptie niet geheel worden uitgesloten. De meest recente uitbarsting in het gebied vond plaats rond 4040 v.Chr.
Net als de Nederlandse Zuidwalvulkaan is de locatie van deze vulkaan niet aan de rand van een tektonische plaat, noch boven een hotspot. 

## Gebouwen

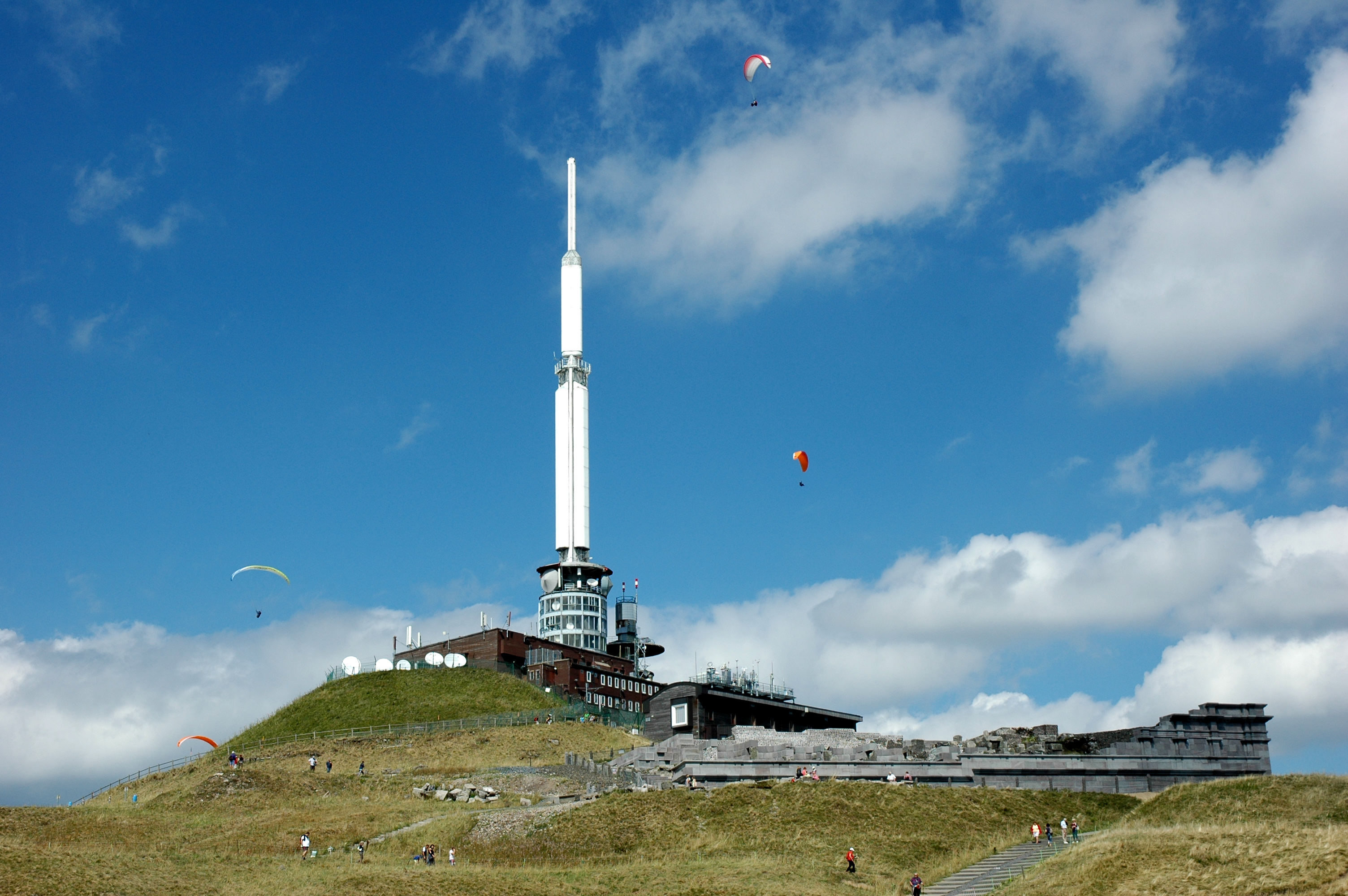
Gebouwen op de top

De tempel van Mercurius werd gebouwd in de 2e eeuw en was een van de grootste bergheiligdommen van het Romeinse Rijk. De tempel gebouwd uit zwart trachiet keek uit over de antieke stad Augustonemetum (het huidige Clermont-Ferrand).
In de 19e eeuw werd een meteorologisch observatorium gebouwd op de Puy de Dôme. De vulkaantop kent extreme weersomstandigheden met hoge windsnelheden, omdat de vulkaan het eerste hoge reliëf voor luchtmassa's vormt bij westenwind. Tussen november en april gaat de top de helft van de dagen schuil achter cumuluswolken.
Tussen 1956 en 1957 werd een televisieantenne van 89 meter hoog gebouwd op de top.

## Weg naar de top
De top is bereikbaar te voet en met een tandradbaan, de Panoramique des Dômes. De trein gaat dagelijks om de 40 minuten, in het hoogseizoen om de 20 minuten. Het duurt met de trein ongeveer 15 minuten om de top te bereiken. Voor dienstvoertuigen ligt er naast de spoorlijn een asfaltweg.
In 1907 werd een eerste spoorlijn naar de top in gebruik genomen. De rit naar boven met een stoomtrein duurde toen 1u45. Die spoorlijn is later vervangen door een asfaltweg. In de 21ste eeuw is op een deel van die weg terug een spoorlijn aangelegd. Het huidige spoor is geëlektrificeerd.
De weg naar de top cirkelt om de berg heen. De vijf kilometer lange klim kent een zeer gelijkmatig stijgingspercentage van tussen de 10 en 13%.

## Wielersport
De top van de Puy de Dôme vormde veertien keer een eindpunt van een etappe van de Ronde van Frankrijk. In 1975 was het op 11 juli de aankomst van de veertiende etappe en het was in deze etappe dat Eddy Merckx een vuistslag tegen zijn lever kreeg, wat later aan de basis van zijn nederlaag lag. In 2023  was er voor het eerst sinds 1988 weer een finish van een touretappe op de Puy de Dôme. 
De ritwinnaars op de Puy de Dôme zijn:
- 1952: Fausto Coppi
- 1959: Federico Bahamontes
- 1964: Julio Jiménez
- 1967: Felice Gimondi
- 1969: Pierre Matignon
- 1971: Luis Ocaña
- 1973: Luis Ocaña
- 1975: Lucien Van Impe
- 1976: Joop Zoetemelk
- 1978: Joop Zoetemelk
- 1983: Ángel Arroyo
- 1986: Erich Mächler
- 1988: Johnny Weltz
- 2023: Michael Woods

Amateurwielrenners konden tot 2010 de vulkaan twee keer per week (op woensdag en zondag tussen 7.00 en 9.30 uur) beklimmen. Sinds maart 2010 is de vulkaan echter afgesloten voor verkeer (fiets, auto, bus). Eens per jaar in juni wordt er voor wielrenners een toertocht georganiseerd waarbij maximaal driehonderd wielrenners fietsend naar de top mogen rijden.

## Galerij

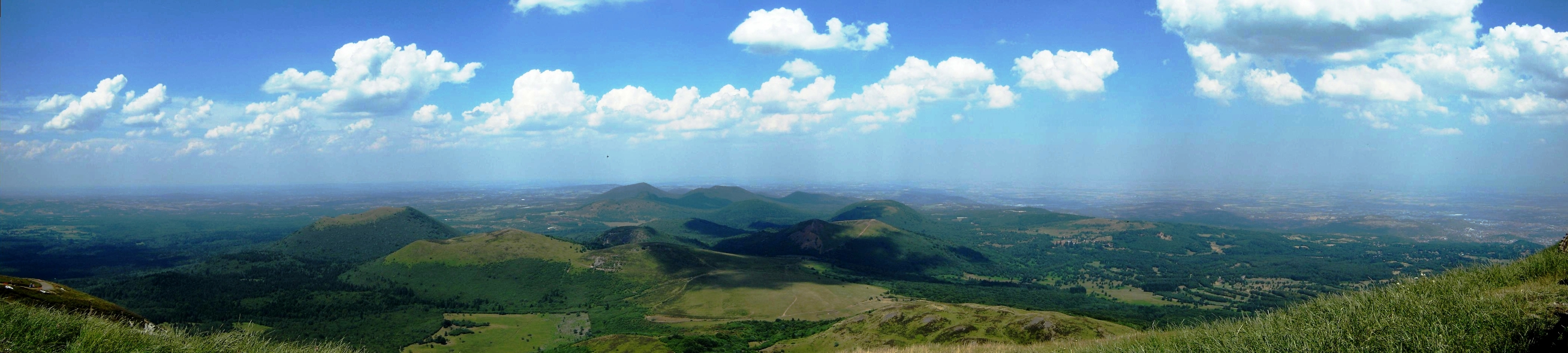
Uitzicht vanaf de Puy de Dôme op de naastgelegen krater
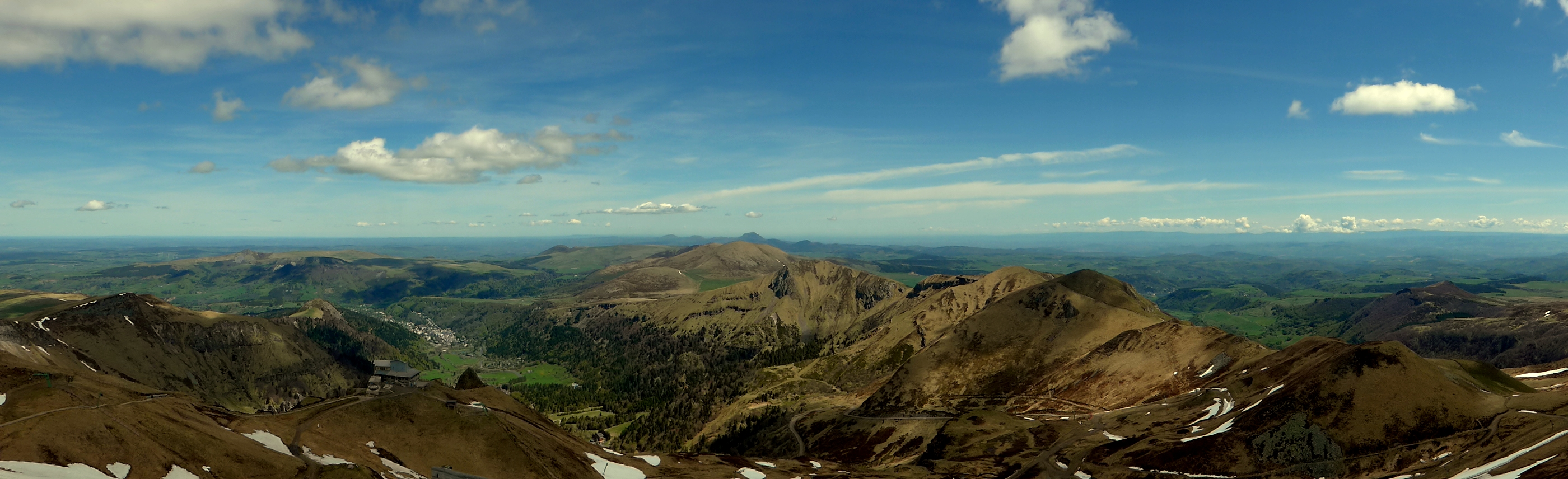
Panorama vanaf de top van de Puy de Dôme
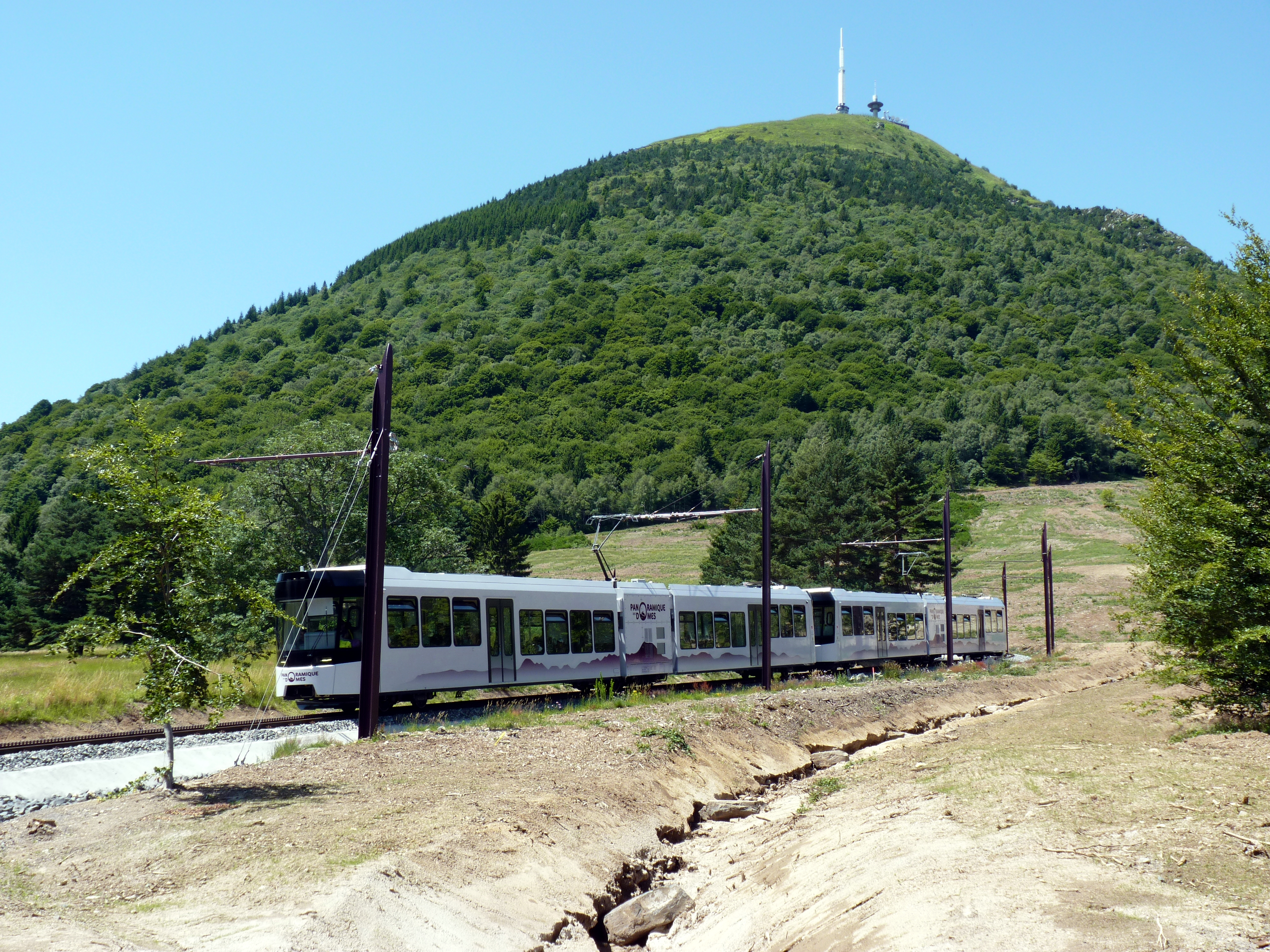
Trein Puy de Dôme, de Panoramique des Dômes
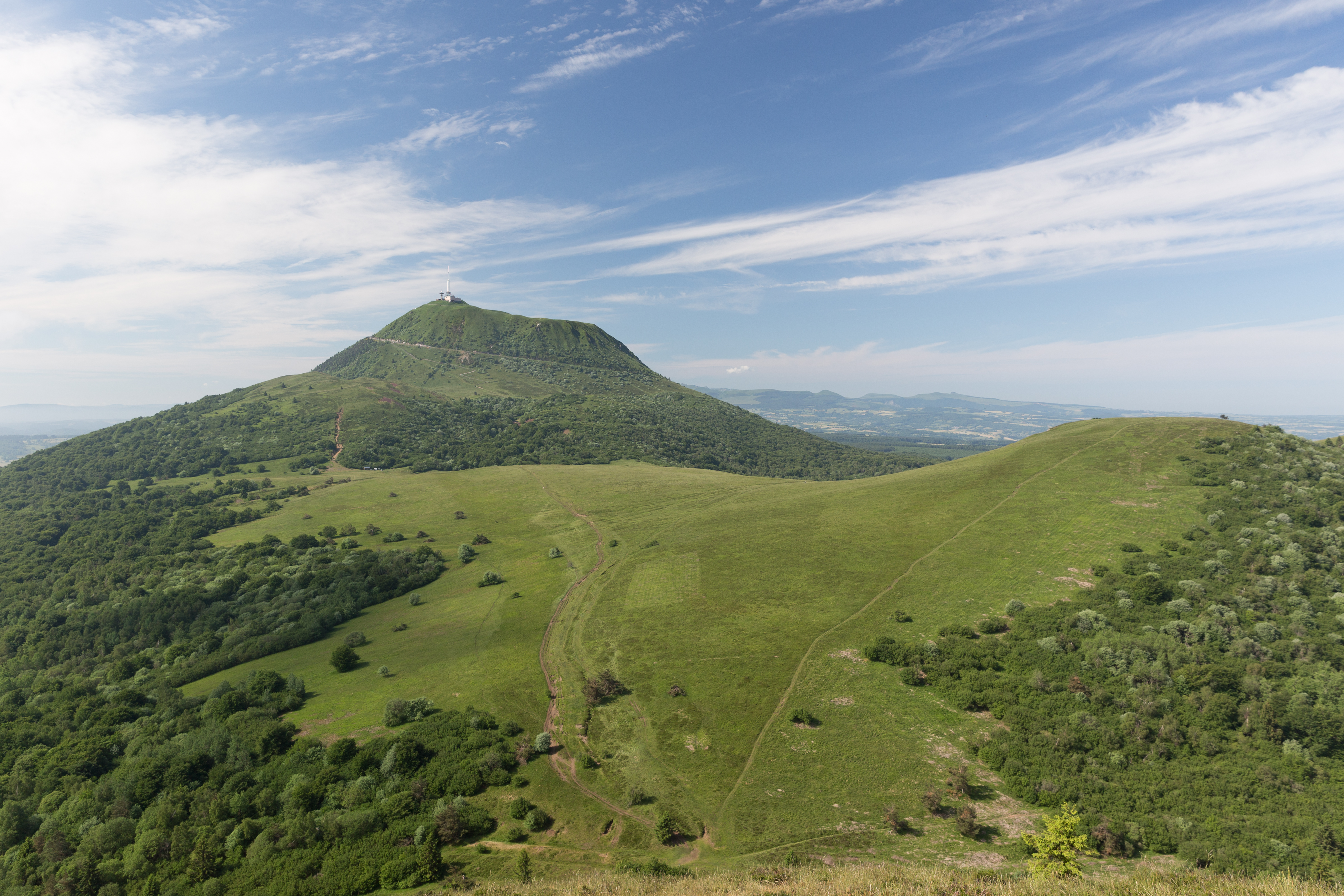
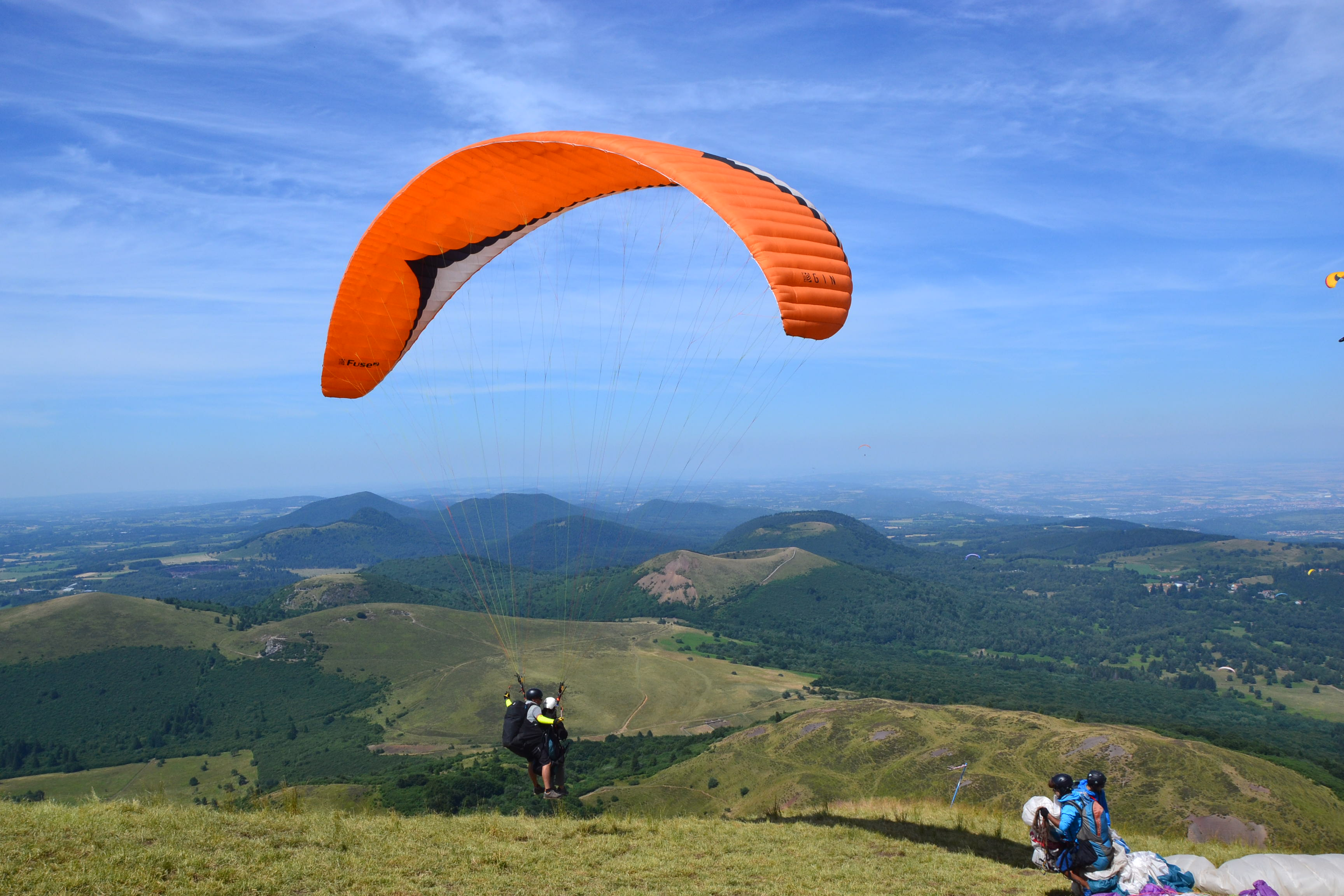
Parapenting vanaf de Puy de Dôme